# Bonelliidae
Bonelliidae ist der Name einer Familie der Igelwürmer (Echiura), deren in Meeren weltweit verbreitete Vertreter sich durch einen ausgeprägten Sexualdimorphismus auszeichnen: Die Zwergmännchen leben im Inneren oder an der Proboscis der weitaus größeren Weibchen, von denen sie in Bezug auf Ernährung und Schutz völlig abhängig sind. Am besten untersucht ist die auch in europäischen Gewässern lebende Art Bonellia viridis.

## Merkmale
Die Weibchen der Bonelliidae haben einen 0,7 bis 15 cm langen, ei- bis zigarren- oder wurstförmigen Rumpf, der meist hell- bis dunkelgrün gefärbt ist. Die Proboscis, deren distales Ende oft gegabelt ist, kann auf ein Vielfaches der Rumpflänge ausgefahren werden und dient dem Abweiden mikroskopischer Nahrungspartikel vom Sediment. Am Rumpf sitzt der Mund nahe der Basis der Proboscis.
Die Weibchen haben ein oder zwei Nephridien, die gleichzeitig als Eileiter dienen, mit einem vorn an der Basis oder am Ende sitzenden Nephrostom. Meist sind zwei bauchseitige Borsten (Chaetae) vorhanden, die jedoch bei einigen Tiefseearten fehlen, während Afterborsten stets fehlen. Die beiden Aftergefäße sind meist stark verzweigt. Wie bei den meisten Igelwürmern ist das Blutgefäßsystem geschlossen, wobei das Rückengefäß und das neurointestinale Gefäß durch Kapillaren oder auch Lakunen in der Darmwand verbunden sind.
Die meist 1 bis 6 mm, bei Metabonellia bis 2 cm langen, abgeflachten und unpigmentierten Zwergmännchen leben bei den meisten Arten in dem auch als Eileiter dienenden Nephridium des Weibchens, bei manchen Arten aber außen an der Proboscis oder in einem speziellen Schlauch innerhalb des Weibchens, in der Regel in größerer Anzahl. Mit Ausnahme der stark entwickelten Hoden sind beim Männchen die inneren Organe wie Darmkanal, Blutgefäßsystem und Nervensystem stark reduziert, doch ist zumindest das Coelom wie auch Nephridien beim Männchen von Bonellia viridis voll ausgebildet. Die Körperoberfläche der Männchen ist mit vielbewimperten Zellen überzogen. Die Männchen werden über die Körpersäfte des Weibchens ernährt.

## Verbreitung und Lebensraum und Lebensweise
Igelwürmer der Familie Bonelliidae sind weltweit in kalten wie auch warmen Meeren von flachen Gewässern bis in die Tiefsee verbreitet. Sie bewegen kaum ihren Rumpf, der in einer Höhle im Sand, Schlamm oder Fels verankert ist, strecken dafür aber ihre Proboscis auf eine mehrfache Länge des Rumpfes aus, um Detritus und Kleinstlebewesen vom Substrat abzuweiden. Bisher sind keine Bonelliidae beim Graben einer Höhle beobachtet worden; es werden bereits bestehende, oft von anderen Tieren gegrabene Höhlen besiedelt.

## Einige Beispielarten
Im östlichen Atlantischen Ozean einschließlich Nordsee und Mittelmeer ist Bonellia viridis verbreitet, bei der neben dem Sexualdimorphismus auch die phänotypische Geschlechtsbestimmung eingehend untersucht worden ist. In australischen Gewässern sind Metabonellia haswelli und Pseudobonellia biuterina häufig, die sich beide ähnlich wie Bonellia viridis durch eine grüne Hautfärbung und eine gegabelte Proboscis auszeichnen.

## Erstbeschreibung
Die Familie Bonelliidae wurde 1858 von dem französischen Zoologen Lacaze-Duthiers aufgestellt. Typusgattung ist Bonellia Rolando 1821.

## Innere Systematik
Die Familie Bonelliidae wird in 41 Gattungen unterteilt:
- Acanthobonellia Fisher, 1948
- Acanthohamingia Ikeda, 1910
- Achaetobonellia Fisher, 1953
- Alomasoma Zenkevitch, 1958
- Amalosoma Fisher, 1948
- Archibonellia Fischer, 1919
- Bengalus Biseswar, 2006
- Biporus Murina & Popkov, 2000
- Bonellia Rolando, 1822
- Bonelliopsis Fisher, 1946
- Bruunellia Zenkevitch, 1966
- Charcotus DattaGupta, 1981
- Choanostomellia Zenkevitch, 1964
- Dattaguptus Murina & Popkov, 2000
- Eubonellia Fisher, 1946
- Hamingia Danielssen & Koren, 1880
- Ikedella Monro, 1927
- Jakobia Zenkevitch, 1958
- Kurchatovus DattaGupta, 1977
- Maxmuelleria Bock, 1942
- Metabonellia Stephen & Edmonds, 1972
- Nellobia Fisher, 1946
- Prometor Fisher, 1948
- Protobonellia Ikeda, 1908
- Pseudobonellia Johnston & Tiegs, 1919
- Pseudoikedella Murina, 1978
- Sluiterina Monro, 1927
- Torbenwolffia Zenkevitch, 1966
- Vitjazema Zenkevitch, 1958
- Zenkevitchiola Murina, 1978